# Pierre d’Artaguiette
Pierre d’Artaguiette (1684-1736), également connu sous le nom de Pierre d'Artaguiette d'Itouralde, fut officier de l'armée française en Louisiane, major de la Nouvelle-Orléans puis commandant du fort de Chartres, et participa à la guerre contre les Amérindiens des Nations Natchez et Chicachas (Chickasaw), notamment pendant l’expédition de 1736 où il trouva la mort. Né et baptisé en septembre 1684 à Mendionde (64), torturé et tué par les amérindiens Chicachas en un lieu mal identifié (peut-être à Pontotoc, Nord du Mississippi, USA), probablement le 25 mars 1736, à 51 ans, c'est un frère cadet de Jean-Baptiste Martin, directeur de la Cie des Indes, marquis de la Mothe-Saint-Héray, et de Bernard (dit Diron), aussi officier en Amérique.

## Biographie

### Officier en Amérique
Il arriva dans la colonie en février 1708, âgé de 23 ans, en suivant son frère ainé Jean-Baptiste Martin, et deux autres frères, dont  Bernard, appelé Diron, qui fut plus tard lieutenant du roi à Mobile et inspecteur général pour la Louisiane française.  Jean-Baptiste-Martin avait été nommé, malgré son jeune âge et son manque d’expérience, "commissaire ordonnateur" de la Louisiane française (une sorte de super-intendant). Celui-ci avait été chargé, notamment, de contrôler la conduite et les mœurs jugées dissolues de Jean-Baptiste Le Moyne de Bienville (1680-1767), frère cadet du fameux d'Iberville, et commandant le fort Saint-Louis à Mobile, qui s'était auto-proclamé gouverneur à la mort de son frère. Un nouveau gouverneur, Daneau de Muy, avait bien été envoyé avec les d’Artaguiette, mais il était mort pendant la traversée lors d’une escale à la Havane. Dans cette situation délicate, l'enquête, sans doute humiliante pour Bienville, se contentera d'infirmer les nombreuses accusations dont il avait été l'objet, notamment de la part de Nicolas de La Salle (l’ancien commissaire intérimaire), et il put conserver son poste. Il est possible qu'il ait gardé de cette affaire un certain ressentiment envers les d’Artaguiette, qui a pu jouer un rôle dans la fin tragique de l'officier, dans la mesure où Bienville ne s’est guère préoccupé de son sort. 
En 1710, la Louisiane fut séparée du Canada, et son territoire comprit tout le bassin du Mississippi jusqu'aux Grands Lacs. En 1720, d'Artaguiette commandait une compagnie d'infanterie, au tout nouveau fort de Chartres, fondé par le capitaine Dustiné à six lieues au nord de Kaskaskia, au pays des Illinois (dans le Haut-Mississippi, rive Est, à 60 km au Sud de Saint-Louis, commune de Prairie-du-Rocher, Illinois) [Wapedia.mobi/fr].. Le gouverneur des Illinois, Boisbriant, attaqué par la tribu des Renards (ou Mesquakies), demanda l'aide des deux officiers. Ils se portèrent avec 100 Indiens au secours de leurs alliés Illinois, mais les Renards  avaient déjà battu en retraite. Par la suite, Dutisné remplaça Boisbriant comme gouverneur de cette région, qui resta peu sûre jusqu'à la destruction d'une grande partie des Renards en 1728-1729.
D'Artaguiette se signala par sa "vaillante bravoure" pendant la guerre des Natchez (1729-31). Il participa sous les ordres du nouveau gouverneur de la Louisiane, Étienne Périer (qui remplaça Bienville de 1726 à 1732), à la reconstruction du Fort Rosalie sur le Mississippi, qui avait été surpris et incendié par les Natchez le 28 novembre 1729, et tous ses habitants massacrés. Il est alors commandant d'une compagnie d'infanterie de la Nouvelle Orléans. Il fut fait chevalier de St Louis (date inconnue).
En 1732, il est nommé major de la Nouvelle Orléans en remplacement d'Henry de Louboey, mais il n'y restera pas longtemps. Dès 1731, à la suite de la guerre des Natchez, le Roi avait repris la Louisiane à la Compagnie des Indes et Bienville, redevenu gouverneur, nomma d'Artaguiette en 1734 au grade de major pour le commandement du Pays des Illinois, en poste au Fort de Chartres, un lieu qu'il connaissait bien ; il ne pouvait l'éloigner davantage. Il fut remplacé par le chevalier de Noyan, le propre neveu de Bienville. Le Fort de Chartres, construit en bois et sans cesse menacé par les inondations, est alors en mauvais état ; son commandant envisage sa reconstruction en pierre, mais elle ne sera réalisée qu’en 1753 (le bâtiment, ruiné puis reconstitué à partir de 1913, est aujourd’hui un musée).

### La campagne de Bienville (printemps 1736)

#### Un plan de campagne compliqué
À l'époque, les Chicachas, ou Têtes Plates, habitaient l'actuel Tennessee, entre le Mississippi et le massif des Appalaches. Soutenus par les Anglais, ils multipliaient les attaques et les pillages sur le cours du fleuve, entravant ainsi le commerce entre le Canada et la Louisiane. Après le massacre de Fort Rosalie par les Natchez (1729), dont certains responsables avaient trouvé refuge auprès des Chicachas qui refusaient de les livrer, les Français résolurent de les soumettre. Au printemps de 1736, selon un plan compliqué, il fut décidé que deux expéditions attaqueraient simultanément « à la fin de mars » (selon Bienville) : l'une par le nord, venue du Fort de Chartres sous le commandement de Pierre d'Artaguiette, comprenant 30 soldats réguliers français, 100 miliciens et environ 270 indiens Miamis et Illinois, devait être rejointe par un détachement de Wabashi et 40 Iroquois commandés par le sieur de Vincennes, puis par un parti d'indiens Cahokias et Michigans sous les ordres de Monchervaux, et par le sieur de Grandpré à la tête d'un groupe d'Arkansas ; l'armée principale, deux fois plus nombreuse (plus d'un millier d'hommes), commandée par Bienville, arriverait par le sud depuis la côte en remontant la "rivière de la Mobille" (auj . Tombigbee). Pour être efficace, cette double attaque devait être soigneusement coordonnée.
Malheureusement, de janvier à mars, les ennuis s’accumulèrent pour Bienville : les canots qui n’étaient pas prêts, une série de tempêtes, l’attente du vaisseau du roi transportant troupes et munitions, qui n’arriva qu'à la fin de février, les vivres d’un navire endommagées par l’humidité, les rivières en crue et surtout la tiédeur de nos alliés  Indiens refroidis par des pluies continuelles, retardèrent considérablement l’expédition.

#### Progression et dénuement d'Artaguiette
De son côté, d'Artaguiette, n’ayant pas été informé de tous ces contretemps, partit trop tôt, le 22 février, et descendit rapidement le Mississippi en crue en à peine six jours. Une Relation anonyme très détaillée (qui semble due à un soldat sous les ordres d’Artaguiette) nous renseigne sur ses opérations. Le 28 février, il fixa son camp de base à "l'Ecorce a Prudhomme" qu’il fortifia rapidement ; il s'agit d'une ligne de falaises dominant la rive Est du fleuve (act. Chickasaw Bluffs), mais l'emplacement exact du retranchement reste mal identifié, soit commune de Randolph, Cté de Tipton, Tennessee, au Nord de l'actuelle Memphis, soit au Fort Prud’homme à Memphis même, au confluent de la rivière-à-Margot ; c'était un poste de traite, mais les Français avaient sans doute intérêt à ne pas éveiller la curiosité ou la méfiance des Indiens, ce qui a pu les inciter à établir leur camp ailleurs. Puis il partit le 5 mars pour les Chicachas, ce qui lui prit environ dix-huit jours, y compris deux missions confiées à des éclaireurs qui ont pu durer quatre à cinq jours chacune. Enfin, vers le 23 mars (« un ou deux jours avant l’attaque ») il reçut enfin des nouvelles (malheureusement déjà anciennes) du Chevalier de Noyan, neveu de Bienville, l'informant qu'il ne pourrait le rejoindre avant deux semaines : « M. de Bienville ne viendra pas de dix à onze jours », disent les Iroquois, c’est-à-dire vers le 5 avril), et lui commandant de l'attendre ; ces détails furent connus plus tard, par des dépêches émanant du Fort des Illinois, basées sur le témoignage des rescapés.
En fait, Bienville était toujours à la Mobile. Il ne la quittera qu'une semaine plus tard, le 2 avril, lendemain de Pâques, en remontant lentement la rivière en crue (« combien j’aurai été retardé par les courants et par les pluies », p 76), et ne débarquera ses troupes que le 22 mai, ou même le 24, après une halte de près de deux semaines au fort Tombecbé.

#### Incertitude du lieu de l’attaque
Le 24 mars, d’Artaguiette, menacé d'être abandonné par ses alliés indiens à court de vivres, réunit un conseil de guerre ; sur l'avis des Iroquois, il résolut d'attaquer, avec un fort détachement muni d'artillerie, un ou deux villages chicachas qui paraissaient isolés, où ils espéraient s'approvisionner, et peut-être même s’abriter en attendant Monchervaux et Bienville. L’entreprise n’était pas facile. Les Chicachas étaient les héritiers de la civilisation dite du Mississippi, qui avait, des siècles plus tôt, érigé un peu partout de gros tertres ou pyramides de terre, probablement d’origine funéraire (appelés mounds en anglais, certains dépassant 20 mètres), où ils avaient pu se retrancher derrière plusieurs rangées de gros pieux percés de meurtrières. Une carte amérindienne des lieux, copiée par M. de Batz en 1737, montre une dispersion de onze de ces tertres sur un triangle d’environ 12 km2, ce que les Français ignoraient. L’un de ces forts est nommé « Aekia », et c'est bien le site d’Ackia, proche de la rivière Tombigbee, qui fut attaqué huit semaines plus tard par Bienville (appelé sur la carte « le dernier parti des Français »). Le village d’Ogoula Tchetoka (le plus à l’Ouest) est mentionné comme « le fort où M. d’Artaguiette a frappé ». Mais on peut douter de l’exactitude de cette note, tant par la suite, certains chroniqueurs ou historiens feront des confusions évidentes entre les dates et les lieux de ces deux combats ; la longueur du délai qui les sépare (deux mois, entre le dimanche 25 mars et le samedi 26 mai) leur aura paru suspecte ; les américains, à l’occasion du bicentenaire en 1936, retiendront le dimanche 20 mai comme le jour de l’attaque d’Artaguiette, mais la première date est bien attestée par les sources, et aujourd'hui acceptée.
Sa localisation varie beaucoup selon les auteurs, il serait situé près de Pontotoc, chef-lieu de comté (où se trouve le site officiel d’Ackia), ou un peu plus à l’Est à Tupelo, comté de Lee, ou encore près de Fulton, comté d’Itawamba, qui semble plutôt le lieu de débarquement de Bienville sur la Tombigbee, tous trois au N-E de l’État du Mississippi – il s’agit des sites proposés pour la bataille d’Ackia, survenue deux mois plus tard, mais, bien que l’endroit soit présenté comme une ville importante des Chicachas, il n’est jamais signalé comme un site amérindien comportant des pyramides – d'autres encore placent le combat d'Artaguiette dans un lieu tout proche du fleuve Mississippi, à Chucalissa (sanctuaire amérindien parsemé de munds, banlieue Sud de Memphis), ce qui semble erroné, car les Français s’étaient avancés pendant au moins dix jours dans les terres. En réalité, Richardville estime que « des Écorces à Prudhomme (Memphis) aux neuf villages (Acquia), il peut y avoir soixante lieues », soit une trace d’au moins 240 km, et on ignore quel fort fut précisément attaqué par d’Artaguiette, dans cette région parsemée de villages et à l’époque très mal connue.

### La bataille présumée d’Ogoula Tchétoca (?)

#### Les Français se font surprendre par les Indiens
Le 25 mars 1736 (c'était le dimanche des Rameaux), vers sept heures du matin, par un temps couvert et pluvieux, les Français établirent un camp à seulement "un demi-quart de lieue" (500 mètres) des villages ; si la conquête était viable, c'est-à-dire pourvue de vivres, on pourrait y transférer très rapidement les bagages. On s'empara d'un premier monticule, qui était vide, mais le bruit de l'assaut, ponctué de grands cris de guerre, donna l'alarme aux Indiens ; un second fut pris, mais le troisième [qui serait Ogoula Tchetoca, selon la carte de Batz, 1737] était bien fortifié et résista. 
Quel que fut l’endroit, on croit qu'une dizaine de traiteurs Anglais s'y trouvaient avec des fusils. Parmi les victimes, deux frères Drouet de Richerville, Étienne et Pierre, originaires de la région des Trois-Rivières, furent tués en montant à l’attaque des positions ennemies (leur frère cadet Claude, fait prisonnier, fut l’un des deux seuls survivants). Soudain, les assiégés reçurent un renfort inattendu de 4 à 500 guerriers venus d'une dizaine d’autres villages cachés derrière les bois et les collines alentour, et que les éclaireurs n'avaient pas repérés. Pris entre deux feux, nos alliés Illinois et Miamis s'enfuirent aussitôt, soit environ 190 hommes ; le Parisien suppose que cet abandon fut en réalité une vengeance, à cause qu’un de leurs chefs avait été tué par un Français un an plus tôt. Seuls quelques Iroquois et Arkansas combattirent avec courage ; mais bientôt, accablés par le nombre, la plupart des Français et Indiens  survivants durent battre en retraite, soit vers l'Ouest pour rejoindre le Mississippi, soit vers le Nord en direction des Illinois.

#### Retraite des uns, résistance des autres, premier bilan
Etant parvenus à se dégager, « ils se retirèrent en bon ordre sous la conduite de Voisin, soldat de seize ans, qui s’improvisa officier et dirigea la retraite avec le sang-froid et l’expérience d’un vieux capitaine. Poursuivi par les Chicachas pendant vingt-cinq lieues, il les tint en respect et fit parcourir à ses hommes, électrisés par son exemple, quarante-cinq lieues, sans vivres et en emportant les blessés » [Rochemonteix]. Malheureusement, quelques autres, dont d’Artaguiette, immobilisés par leurs blessures, furent encerclés à l’endroit où l’on avait entreposé les munitions, et se virent contraints de livrer leur dernier combat. Il fut bref, et cessa sur les neuf heures. Monchervaux n'arriva sur les lieux que le lendemain avec 180 indiens, mais trop tard, et il dut rebrousser chemin pour regagner l’Écorce à Prudhomme avec quelques rescapés.
Ici, les sources divergent sur le bilan de la bataille. Bienville, dans une dépêche adressée au ministre Maurepas trois mois plus tard (Lettre du 18 juin), se montre fort désireux d’atténuer les conséquences de la défaite. Tout en reconnaissant la difficulté d'accorder les témoignages, il recense 32 morts et seulement 3 prisonniers. Le Récit du Parisien parle de 20 tués et 30 blessés. De son côté, la Relation précise que d'Artaguiette, ayant perdu trois doigts de la main droite « coupés par une balle » et blessé à la cuisse, refusa héroïquement de fuir sur le cheval que lui présentait son domestique nommé Pantalon (probablement un noir), continuant d’encourager ses hommes, et qu’il fut tué d'un tir au ventre, en compagnie de tous ses compagnons, sauf trois qui furent capturés [Relation p 114].

#### Les prisonniers
Mais bientôt le récit d'une indienne, esclave des Chicachas et qui fut libérée peu après, et surtout celui de Claude Drouet de Richerville (dit Richardville), l'un des deux rescapés qui réussirent à fuir auprès des Anglais  après deux ans de captivité, et auteur d’un rapport intitulé Le désastre infligé par les Chicachas... (1739), nous renseignent mieux sur leur sort [voir Bibliographie]. En réalité, une vingtaine de français blessés furent faits prisonniers, parmi lesquels se trouvaient des officiers, à savoir d'Artaguiette, François-Marie Bissot de Vincennes, Louis d'Ailleboust de Coulonges (fils), Pierre Groston de Saint-Ange, lieutenant, Louis-Marie-Charles Dutisné, et le Jésuite Antoine Sénat, aumônier de l'expédition, qui s'était dévoué pour soigner les blessés. On peut ajouter Pierre-Louis Petit de Liviliers fils, Charly de Saint-Ange fils, Coulanges, Duclaude, La Gravière, Belcour, (Pierre-Antoine de) Tonty fils, (François-Louis) Mariauchau d’Esgly, et (Legardeur ?) Du Tilly père. Une lettre particulière nous donne encore les noms de trois soldats ou miliciens, Lalande, Antoine Carrière, et Dutilly fils [d’après le P. de Rochemonteix].

#### Incertitude des dates
La date exacte de leur mort est longtemps restée incertaine, Dumont a prétendu (sur le rapport d’un Sergent qu’il ne nomme pas) qu'ils furent épargnés et bien traités, à titre d'otages, jusqu'à l'échec et la retraite de Bienville (donc le 27 mai), après laquelle, n’ayant plus d’utilité, ils auraient été exécutés ; selon d’autres textes, ce serait le massacre injustifié des émissaires Chicachas par nos alliés Chactas, deux jours avant la bataille d’Ackia (soit le 24 mai), qui aurait entraîné en représailles la mise à mort des prisonniers. Pour accréditer cette date tardive, Dumont prétend que l’ordre donné à d’Artaguiette à la fin de l’année 1735 était « de se rendre au plus tard dans le dix de mai de l’année suivante au pays des Chicachas », afin de se joindre à lui, et il date l’assaut du 20 mai « en exécution des ordres du commandant Général ». Or, de l’aveu de Bienville lui-même, le plan initial devait être de se rejoindre à la mi-mars [Lettre p 76], mais son expédition avait déjà pris un énorme retard lorsqu’elle débuta le 1er avril, et sa progression fut extrêmement lente, pour n’aboutir que le 26 mai (bataille d’Ackia). Dumont  se trompe aussi sur les effectifs d’Artaguiette « avec quinze cents hommes » (il faut lire 400 au départ, les renforts indiens n’étant pas arrivés, et ceux-ci ne se montaient pas à plus de 300 guerriers). On voit donc que la version de Dumont est fausse : c’est une manière de justifier la tactique de Bienville, ou de dissimuler ses erreurs.
En réalité, il parait plus probable, suivant la Relation anonyme, le témoignage de l'Indienne et le rapport concordant de Richardville, que l’attaque eut bien lieu le dimanche 25 mars, et que les "Sauvages" ne mirent aucun retard à se venger sur leurs prisonniers : « Ces messieurs (sauf deux) furent brûlés avec le Révérend Père le jour même de l'action, depuis trois heures après midy jusques vers minuit » [Le désastre, p 134]

#### Une mort à petit feu
Deux bûchers furent préparés par les femmes, au centre du village ; la prise de 30 flacons d'eau-de-vie trouvés dans le camp français arrosa dignement la victoire. Les prisonniers subirent leurs tourments sans défaillance. Ils furent probablement exposés « au cadre », c’est-à-dire attachés en sautoir entre deux pieux ; Dumont précise « qu’ils furent attachés quatre à quatre à des poteaux » [Dumont p 231]. Dès leur capture, on dût commencer par leur arracher les ongles, leur brûler les doigts au calumet (une manière de s'assurer qu'ils ne pourraient plus manier aucune arme), et leur "lever la chevelure", entre autres sévices habituels. Puis, selon la redoutable coutume des Chicachas, après avoir dénudé les suppliciés, on leur planta délicatement une multitude d'échardes en bois de pin sur tout le corps, sans épargner aucun endroit, avant d'y mettre progressivement le feu, qui consuma lentement leurs chairs durant plusieurs heures [Daniels p. 22]. Certains assurent que ce traitement barbare fut réservé aux chefs, et que la plupart des autres furent simplement brûlés sur un bûcher. Sous la conduite du Père Sénat, ils entonnèrent des hymnes et des cantiques d'une voix ferme, et ils chantaient encore en disparaissant dans les flammes [Crémont, p 126 ; DBC II-70]. 

### Suites de la campagne
Bernard Diron d'Artaguiette, le jeune frère de Pierre, lieutenant de roi à Mobile, se plaignit amèrement de ce que le retard de Bienville avait coûté la vie à son frère, qui avait été délibérément sacrifié à la rancune du gouverneur. Celui-ci, de son côté, affirmait que d’Artaguiette n’avait pas suivi ses ordres lui commandant de l’attendre, et que c'étaient les lettres trouvées par les Indiens dans les bagages des prisonniers qui auraient renseigné les Anglais sur son plan de campagne, ce qui expliquait son échec devant Ackia. 
Le Père Charlevoix, à la fin de son Histoire et description générale de la Nouvelle France (1744), rapporte en détail le récit de la bataille survenue huit ans plus tôt, récit qui fut repris par l'Histoire Universelle  [lib. xxxiii, to 77 (1788) p. 477], et autres recueils de voyages. Châteaubriand, qui visita la Louisiane en 1791, s'empara de l'épisode et contribua à le rendre populaire, notamment dans ses nouvelles Les Natchez (composée en 1797, publiée en 1821 seulement), Atala (1801) et René (1802), la trilogie de son Voyage en Amérique.

#### Inscriptions commémoratives
Les historiens ne purent croire à un délai de deux mois entre l’attaque d’Artaguiette et celle de Bienville (bataille d’Ackia), c’est pourquoi , se fiant à l’ouvrage de Dumont, ils ont écarté les témoignages divergents et fixé le premier combat au dimanche 20 mai, soit un écart de seulement six jours, et le supplice des prisonniers une semaine plus tard, comme une conséquence de la bataille d’Ackia.
A) Inscriptions (en partie erronées) sur le site d'Ackia, au S-E de Pontotoc (Pontotoc historic tour, site N° 8, sur la route 41, au croisement de la route comtale 134 ; et à 20 km à l’Ouest de Tupelo), stèle en pierre :
─ « Pierre d’Artaguiette, french commander, was defeated in battle with Chickasaw indians, sunday may 20, 1736. A week later, d’Artaguiette, François-Marie Bissot de Vincennes, Father Antoine Sénat, Jesuit missionary - in all 20 frenchmen captured - were burned at the stake by  their captors. Father Senat, scorning the offer to escape martyrdom, remained with his comrades and intoning the miserere, led them into the destroying flames. Erected by the John Foster Society, Children of the American Revolution, Columbus, Mississippi, 1934. ».
[[Pierre D'Artaguiette Historical Marker (hmdb.org)]]. En réalité, le combat eut lieu le dimanche 25 mars, et ils furent brûlés le jour même.
B) Autre inscription à proximité sur une plaque en métal :
─ « Pierre d’Artaguiette. E. 5 mi. is site where Chickasaw defeated French commander, May 20, 1736, six days before defeat of Bienville at Ackia. Along with fourteen other French captives D’Artaguiette was burned at the stake. »  [[D'Artaguiette Burial Ground dans Pontotoc, Mississippi - Cimetière Find a Grave]]..
Même erreur de date. Comme écrit sur la stèle précédente, le nombre des victimes fut probablement plus élevé, atteignant une vingtaine.
C) Sur le site du fort de Vincennes (commune du même nom, Knox county, Indiana), poteau en métal :
─ « Vincennes - So named in honor of French Canadian, Francois-Marie Bissot, Sieur de Vincennes (1700–1736).
In 1732, he built a fort here to protect the claims of France in the New World.
In 1736, Vincennes was burned at the stake by Chickasaw Indians near the present town of Fulton, Tennessee. »
[[Vincennes Historical Marker (hmdb.org)]]. (métal). En fait, il s'agirait de Fulton (comté de Clarke, act. Itawamba, Alabama), et non Fulton (comté d’Obion, Tennessee, selon la plaque, erronée), ni même de Fulton, (comté de Lee, Mississippi, selon Pierre-Georges Roy). Le premier est le lieu présumé du débarquement de Bienville, sur la rive Ouest de la Tombigbee, à 50 km du site de la bataille d'Ackia.